# Coopérative d'artistes aborigènes Boomalli
La Coopérative d'artistes aborigènes Boomalli, (The Boomalli Aboriginal Artists Cooperative, en anglais) est une coopérative et une galerie d'art créée en 1987 à Redfern, une banlieue de Sydney, en Australie, pour soutenir les artistes aborigènes contemporains de Nouvelle-Galles du Sud.
La coopérative est notamment responsable de la création des Deadly Awards (en) qui récompensent les réalisations artistiques de la communauté indigène australienne et qui ont été décernés chaque année de 1995 à 2013. Le 20ème anniversaire de la coopérative a été célébré en 2007 par une exposition à l'Art Gallery of Western Australia.
Les membres fondateurs de la coopérative sont Michael Riley (en) (1960-2004), Avril Quaill, Tracey Moffatt, Fiona Foley (en), Brenda L Croft (en), Jeffrey Samuels, Euphemia Bostock, Fern Martins, Bronwyn Bancroft et Arone Meeks.

## Historique
L'art urbain aborigène a reçu une attention particulière en 1984 à la suite d'une exposition à Woolloomooloo, une banlieue de Sydney, ainsi que lors d'une seconde exposition tenue en 1986. Un certain nombre de critiques ont émis des commentaires négatifs et méprisants, et ont qualifié l'art urbain aborigène d'« art de second ordre » et de « mode passagère ».
À la suite de ces réactions négatives, un groupe d'artistes autochtones de la ville, dont certains avaient participé aux expositions de 1984 et de 1986, se sont regroupés pour former la Boomalli Aboriginal Artists Cooperative.
Les dix artistes qui ont fondé la coopérative avaient un style et des influences artistiques très diverses mais cherchaient ensemble un moyen d'être acceptés au sein du courant artistique dominant. Ils ont soutenu par la suite de nombreux artistes aborigènes et insulaires du détroit de Torres en leur offrant un espace pour exposer leurs œuvres par le biais de leur galerie, qui se trouve désormais dans la banlieue de Sydney, à Leichhardt, et en promouvant la création d'un art libre. L'expression d'une forme moderne et urbaine de l'art indigène est au cœur des objectifs de la coopérative et, par conséquent, une grande partie des œuvres produites comportent un message politique. Leur objectif premier est de soutenir les artistes issus des groupes linguistiques aborigènes de l'État de Nouvelle-Galles du Sud.
Le mot boomalli a été choisi  car il signifie "laisser sa marque" dans au moins trois langues aborigènes : Bandjalung, Kamilaroi/Gamilaraay et Wiradjuri.
La création de la coopérative, en 1987, a été rendue possible grâce à Michael Riley (en) et Gary Foley qui était directeur du Conseil des arts autochtones (en) et est parvenu à obtenir des fonds du Conseil. Mais ce n'a pas été chose aisée. Ils ont eu des difficultés à trouver un logement permanent et ont dû déménager la galerie de la coopérative quatre fois. Les ministres du gouvernement n'ont pas répondu à leurs demandes et, selon le Centre des impôts d'Australie, ils devaient essuyer une dette importante. Avec l'aide d'avocats pro bono, la coopérative a pu résoudre ses problèmes financiers et obtenir des droits légaux sur son emplacement actuel.
Depuis 2012, la coopérative est gérée de manière professionnelle, avec un service financier, un gouvernement d'entreprise et un service marketing. Bien que le conseil municipal de Leichhardt la soutienne, la coopérative ne reçoit aucun financement ou soutien de l'État ou du gouvernement fédéral.

## Artistes
Depuis son émergence, le mouvement d'art urbain aborigène délivre des messages politiques forts sur l'histoire des Australiens aborigènes et le traitement qu'ils ont subi, en particulier dans les années 1980.
Dans les années 1990, la popularité de l'art aborigène est en plein essor au niveau national et international, la Coopérative ayant établi des relations avec les principales galeries australiennes et internationales.
Aujourd'hui, la coopérative comprend et soutient activement 50 artistes aborigènes, dont beaucoup sont de jeunes artistes émergents. Beaucoup de ces membres ont eu des carrières réussies et durables, et sont désormais des artistes reconnus.
La coopérative organise des expositions chaque année. De petites galeries au sein de leur local à Leichhardt permettent également aux artistes individuels d'organiser eux-mêmes de petites expositions.
Ils tiennent également une boutique dans laquelle ils proposent à la vente des œuvres d'artistes autochtones. Les œuvres peuvent être achetées en ligne ou directement dans la galerie.